# 泰萊什蒂鄉
45°00′N 23°05′E / 45.000°N 23.083°E
泰萊什蒂鄉（羅馬尼亞語：Comuna Telești, Gorj），是羅馬尼亞的鄉份，位於該國西南部，由戈爾日縣負責管轄，面積45平方公里，海拔高度171米，2007年人口2,749，人口密度每平方公里61人。